# 골드 바
골드 바(영어: Gold Bar)는 보통 막대 모양의 금괴(金塊)를 말한다. 또한 골드 바는 종류, 무게, 모양, 순도 등 종류가 다양하다.

## 종류
골드 바는 제조 방법에 따라 두 가지 종류로 나뉜다. 주물 바(cast bar)와 민티드 바(minted bar)이다. 녹힌 금을 금괴 주형에 부어서 모양을 내어만든 것이 주물 바이다. 민티드 바 또는 프레스 바는 금 반가공품을 수작업으로 깎아서 평평한 모양을 만든 것이다. 골드 바에 새기는 마크들은 프레스로 눌러 만들며, 이 마크들은 홀마크(hallmark)라고 부른다.
이와 더불어 칩골드는 신용카드 비슷한 모양의 포장재에 싸인, 작은 금괴(1~20 그램)를 말한다.

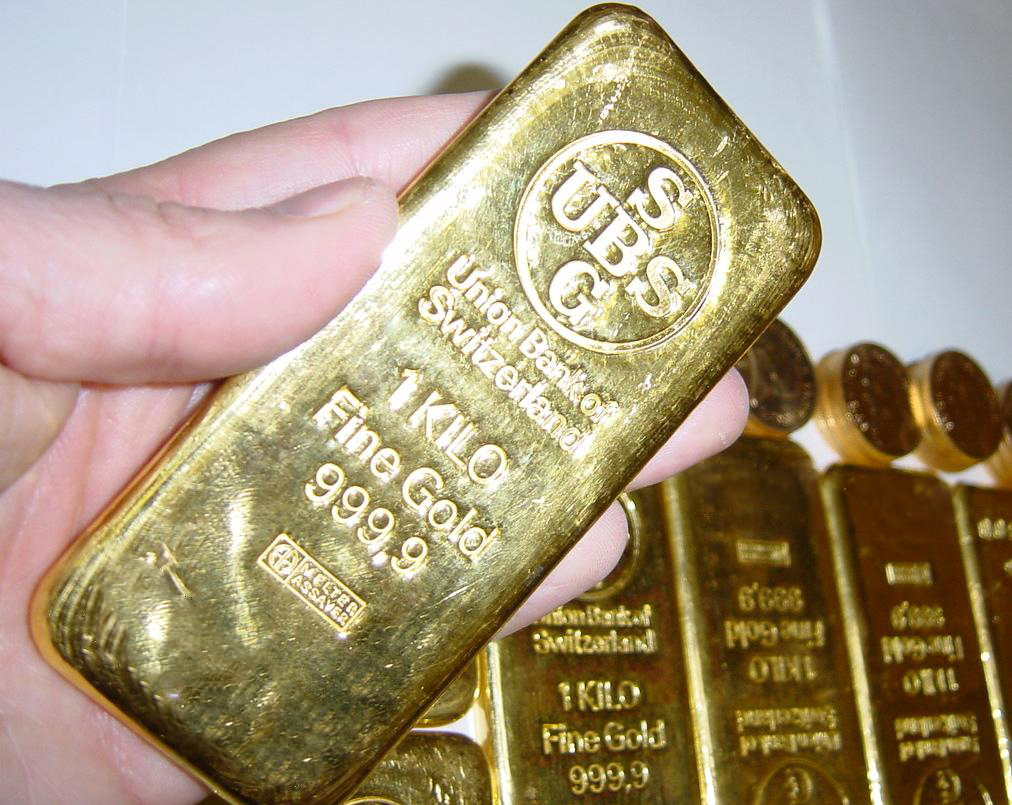
1 kg 민티드 바
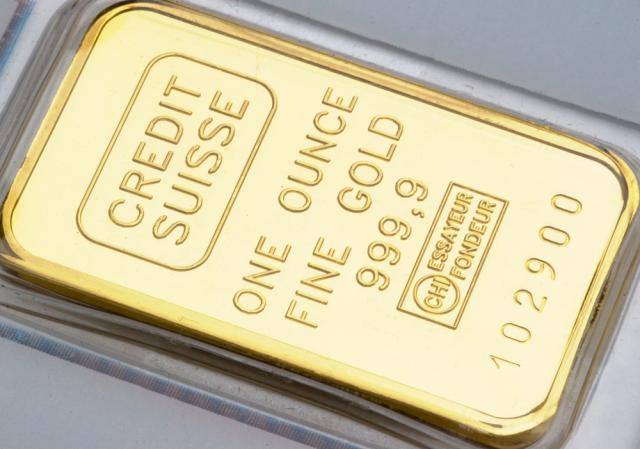
1 온스 민티드 바
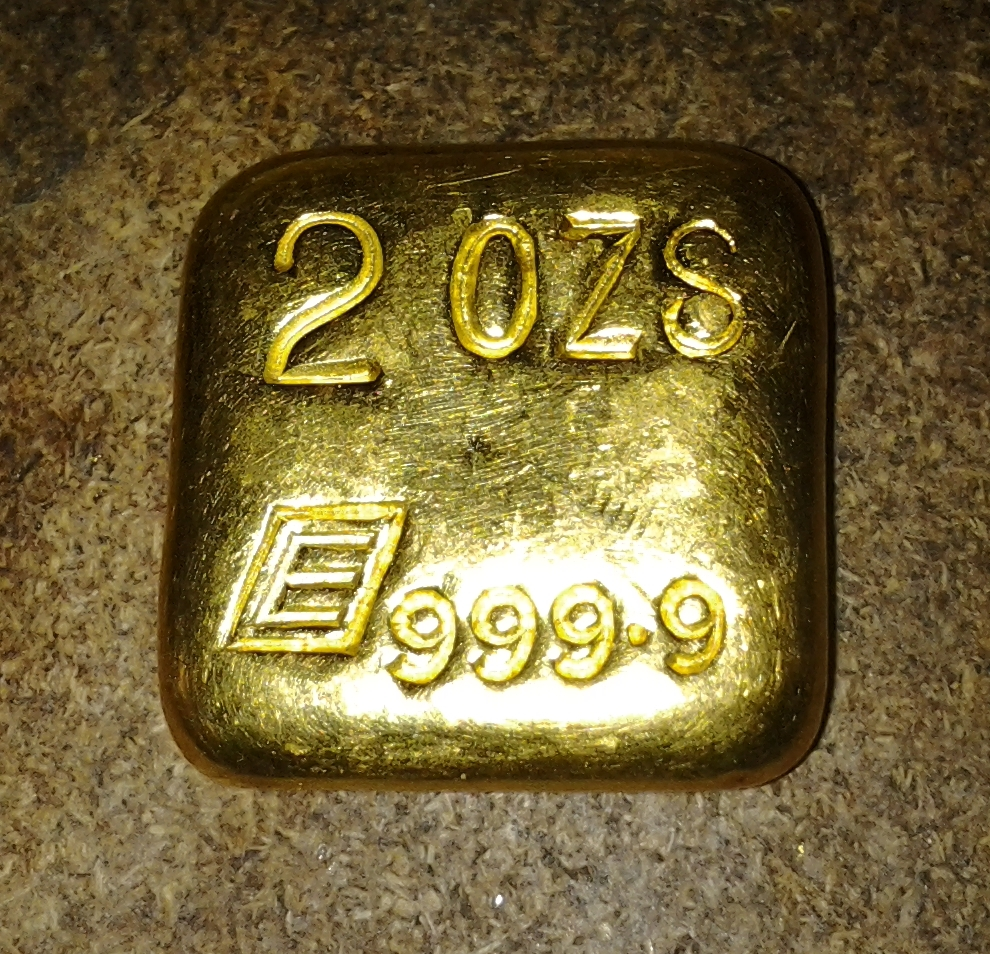
2 온스 주물 바
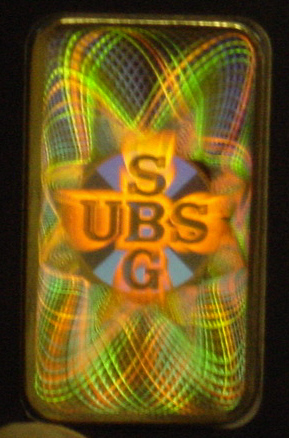
1 온스 홀로그래픽 키네바
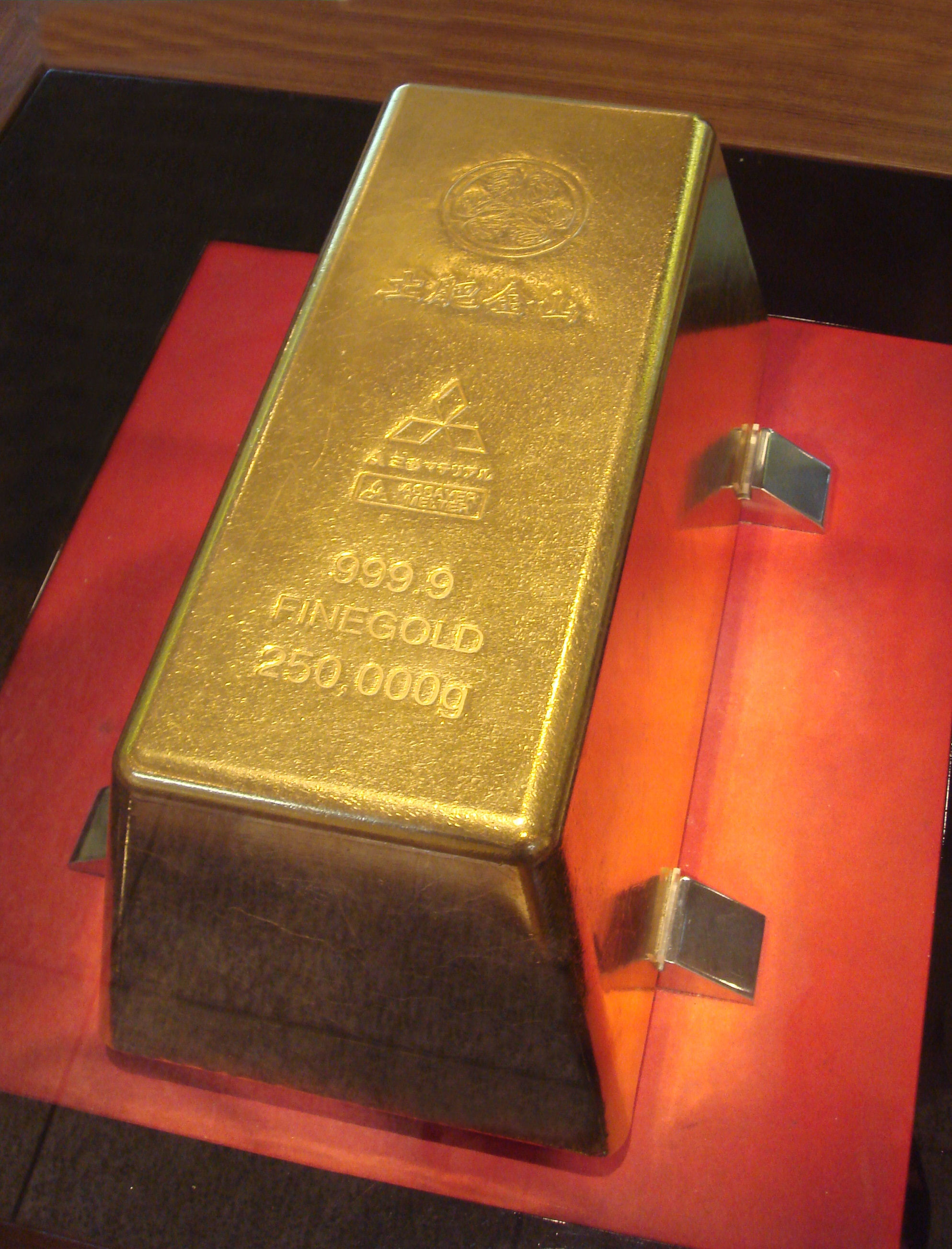
일본 도이 금 박물관에 있는 세계에서 가장 큰 골드 바

## 골드 바의 무게
골드 바의 무게 단위로서는 국제적으로는 그램이 쓰이나, 종종 서구에서는 온스(트로이 온스), 중국에서는 냥(兩), 대한민국에서는 돈(錢)이 쓰인다.
서구에서 금을 온스 단위로 세는데, 이 때의 온스는 트로이 온스를 뜻하며 음식료의 무게를 재는 데 쓰이는 상용 온스(avoirdupois ounce)와는 차이가 있다. 상용 온스는 트로이 온스보다 가벼워 1 상용 온스는 28.349523125 그램인 반면 1 트로이 온스는 31.1034768 그램이다.
- 1 톤 = 1,000 킬로그램 = 32,150.746 트로이 온스
- 1 킬로그램 = 1,000 그램 = 32.15074656 트로이 온스
- 1 톨라 = 11.6638038 그램 = 0.375 트로이 온스
- 10 톨라 = 117 그램 = 3.75 트로이 온스
- 1 냥 = 37.5 그램[2]

여러 나라의 중앙은행과 지금(地金) 업체들이 국제적으로 쓰는 표준형 골드 바는 400 트로이 온스 굿 딜리버리(Good Delivery) 골드 바이다. 굿 딜리버리 골드 바는 영국의 런던금시장연합회에서 결정하며, 금 순도는 99.5% 이상이어야 한다.
시중에 유통 중인 골드 바의 무게는 500g, 200g, 100g, 1/20 온스, 1/10 온스, 1/4 온스, 1/2 온스, 1 온스 등 다양하다.

## 같이 보기
- 귀금속
- 지금형 주화